# Waltenheim
Waltenheim là một xã trong tỉnh Haut-Rhin, vùng Grand Est ở đông bắc Pháp. Xã này có diện tích 2,32 km², dân số năm 1999 là 568 người. Khu vực này có độ cao 285 mét trên mực nước biển.